# 石田一良
石田 一良（いしだ いちろう、1913年4月23日 - 2006年9月17日）は、日本の歴史学者。東北大学名誉教授。杭州大学名誉教授。日本思想史学会名誉会長。文学博士。従四位勲二等瑞宝章。

## 来歴
1913年生まれ。京都市伏見区出身。1934年3月第三高等学校卒業。同年京都帝国大学法学部に入学。翌1935年に同文学部史学科に転じた。1939年、京都帝国大学文学部史学科国史学専攻を卒業して同大学院に入学。西田直二郎に学んだ。1945年まで在学。
1946年同志社大学文学部助教授となり、創設期の文学部文化学科の基礎確立に尽力。1948年2月に34歳の若さで教授に昇進、4月に新設の文化学科文化史学専攻で研究と教育にあたった。大学院に文化史学専攻の設置に尽力し、1951年に文部省から認可を得た。
その後、1958年5月より東北大学文学部史学科日本思想史専攻に教授として着任し、文化史学第一講座（後に日本思想史学講座と改称）で大学院修士課程、博士課程の指導を行った。
1960年、ミュンヘン大学客員教授。1968年、ボツホム大学客員教授。
1977年4月に退職して名誉教授。同年から、東海大学文明研究所教授（1984年退職、1987年まで特任教授）として、同大学の文明学科の開設に関わった。
恩師・西田直二郎の学問を発展させ、「文化史学」を構築した。日本思想史学の第一人者といえる。1962年に「近世文化の研究」により京都大学から文学博士の学位を授与される。勤務校の同志社大学と東北大学で文化史・思想史の後継者を育成した。主な人物では同志社大学名誉教授の笠井昌昭、東北大学教授の佐藤弘夫などがいる。
1950年5月に既にあった文化史研究会を母胎として、文化史学会を設立し代表となり、機関誌『文化史学』を発刊し、年一回の大会を開始した。1951年7月には『文化史学の理論と方法』を刊行し、その後長く本邦の文化史研究に理論的根拠と目指すべき方向の指針とを与えた。
東北大学を日本思想史研究の中心たらしめようと、1958年9月には、思想史研究の方法論を示した「生活と思想－－文化史学における思想史研究の課題と方法・試論」を発表している。この論考は、新カント派に連なるハルトマンの「哲学史的方法」とマルクスの唯物史観とを止揚したもので、戦後、最も重要な思想史方法論の著述である。東北大学では、この方法論を駆使して数々の学術成果が産み出された。
東北大学着任直後の1959年、日本思想史研究会を組織してその代表となり、1960年には東北大学で日本思想史研究会大会の開催を始めた。さらに、1968年10月に日本思想史学会が、日本思想史研究会の延長上に創設された。発足以後1986年10月まで会長を続け、退任とともに名誉会長に推された。東北大学退官を間近に控えた1976年には、日本思想史懇話会を結成し『季刊日本思想史』を発刊した。現在通算70号を数え、日本思想史の振興と普及という役割を果している。
歌舞伎評論家としての一面もある。

## 著書
- 『歌舞伎 本質と鑑賞』推古書院 1948.12
- 『浄土教美術（法然教の部）文化史学的研究序論』平楽寺書店 1949.12
- 『文化史学の理論と方法』同志社大学出版部 1951.7
- 『文化史学 理論と方法』洋々社 1955.1。再版1957.7、復刊1990.5
- 『浄土教美術 文化史学的研究序論』平楽寺書店 1956.1
- 『日本美術小史 美術と思想の展開』飛鳥園 1957.9
- 『伊藤仁斎　日本文化研究 5巻』新潮社 1959.6 - 冊子
- 『伊藤仁斎』人物叢書：吉川弘文館 1960.1、新装版1989
- 『神話と歴史 氏制律令国家と家制立憲国家の理念　日本文化研究 8巻』新潮社 1960.7 - 冊子
- 『町人文化 元禄・文化・文政時代の文化について』日本歴史新書：至文堂 1961.9、増補版 1966.11
- 『禅と日本文化 IDE教育選書』民主教育協会 1964.5
- 『日本の開花　大世界史 第12巻』文藝春秋 1968.5
- 『歌舞伎の見方』講談社現代新書 1974.6
- 『形と心・日本美術史入門』芸艸堂 1970.11
- 『日本の思想　教養の書 N0.80』郵政省 1979.3 - 冊子
- 『カミと日本文化 神道論序説』ぺりかん社 1983.10
- 『日本文化史 日本の心と形』東海大学出版会 1989.2
- 『浄土教美術』ぺりかん社 1991
- 『愚管抄の研究 その成立と思想』ぺりかん社 2000.11

## 編著
- 『封建社会の成熟 京大日本史 第4巻』創元社 初版1951
- 『日本美術史図鑑 全5輯』飛鳥園 1952-1954
- 『日本文化史入門』東北出版社 1962.4
- 『日本における歴史思想の展開』吉川弘文館 1962.8
- 『日本思想史概論』吉川弘文館 1963.10
- 『東洋封建社会のモラル 思想の歴史 第6巻』平凡社 1965.9
- 『日本における倫理思想の展開』吉川弘文館 1965.12
- 『日本文化史概論』吉川弘文館 1968.7
- 『神道思想集　日本の思想 第14巻』筑摩書房 1970.11
- 『藤原惺窩・林羅山　日本思想大系 28』 岩波書店 1975.9 - 後者を担当
- 『日本思想史講座 全10巻』雄山閣 1977.5-1978.5
- 『思想史II 体系日本史叢書 23』山川出版社 1976.9
- 『ミイラは語る 古代文明の謎と発見 N0.5』毎日新聞社 1978.1
- 『時代区分の思想 日本歴史思想序説』ぺりかん社 1986.2
- 『藤原惺高・林羅山　神道大系 論説編20』神道大系編纂会 1988.3
- 『日本精神史』ぺりかん社 1988.3
- 『思想史I 体系日本史叢書 22』山川出版社 2001.3
- 『日本思想史事典』石毛忠 共編 東京堂出版 2013

## 論文
- 「法隆寺金堂釈迦三尊像 飛鳥時代における佛教摂取の具象的表現」『支那佛教史学』5-3・4 1942.3
- 「日本人の自然観 山越阿弥陀図と方丈記を通じて」『国民の歴史』2-1 1948.1
- 「伊藤仁斎 文化史学的研究」『歴史学』1 1949.8
- 「尾形光琳 乾山に関する一史料」『史迹と美術』19-6 1949.10
- 「法然教美術 文化史学的研究序論」『人文学』（同志社大学）2 1949.12
- 「親驚教美術 文化史学的研究序論」『文化学年報』1 1950.9
- 「近代精神の系譜 朱子学の世界観と其の歴史的位置」『史林』33-1 1950.1
- 「鎌倉時代の肖像と繪傅 その内的関係の文化史学的探究」『文化史学』2 1951.1
- 「恵心教美術 文化史学的研究序論」上・下『文化史学』4・7 1951.11, 1953.10
- 「伊藤仁斎とその詩歌 仁斎学の心理学的源泉」『文化学年報』2 1952.3
- 「浄土教美術 主として来迎図における自然描写の展開」『文化史学』5 1952.5
- 「近世文化の展開」『新日本史大系 第4巻 近世社会』（朝倉書店）1952.9
- 「明治開化期と市民文化の成立」『開国百年記念明治文化史論集』1952.11
- 「日本美術史研究 1」『文化史学』7 1953.10
- 「民法典の成立と家制国家」『明治文化史 第4巻 思想言論篇』1955.3
- 「町人文化の風景」『歴史教育』3-12 1955.12
- 「仁斎学の形成過程 青壮年時代の仁斎の思想と環境」『人文学』（同志社大学）20 1951.1
- 「町人文化」1・2・3 『歴史教育』5-10・11・12 1957.10・11・12
- 「生活と思想 文化史学における思想史研究の課題と方法・試論」伊東多三郎編『国民生活史研究』第3巻 1958.9
- 「文芸学と文化史学」読史会編『創立五十年記念 国史論集』第2 1959.11
- 「近世戯曲の基本的性格とその文芸性」『文芸研究』34 1960.4
- 「町人の人生観 石田梅岩の倹約論を通じて」『理想』336 1961.4
- 「国家形成時代の歴史思想」石田一良編『日本における歴史思想の展開』吉川弘文館 1961.8
- 「近世封建社会と日本朱子学派の思想」『東北大学文学部研究年報』13ノ下 1963.3
- 「中尊寺建立過程にあらわれた奥州藤原氏の信仰と政治」『東北大学文宇部日本文化研究所報告』別巻2 1964.3
- 「近松における義理と人情」1・2『文化』（東北大学）29-1・29-3 1965.5・12
- 「明治時代の倫理思想「忠君」「愛国」の倫理と、近代日本人の精神構造」石田一良編『日本における倫理思想の展開』吉川弘文館 1965.12
- 「日本古代国家の形成と空間意識の展開」『東北大学文学部日本文化研究所報告』2 1966.3
- 「愚管抄の成立とその思想」『東北大学文学部研究年報』17 1967.3
- 「徒然草の思想と論理」『国文学 解釈と教材の研究』12-12 1967.10
- 「禅の思想と文芸・美術」石田一良編『日本文化史概論』吉川弘文館 1968.7
- 「時処機相応の論理 最澄と法然・親鷲をつなぐもの」藤原博士還暦記念論集『日本浄土教史の研究』1969.1
- 「『愚管抄』の歴史思想」『日本思想史学』1 1969.9
- 「明治の精神」『日本思想史研究』4 1970.8
- 「『愚管抄』と慈円」福井博士頌寿記念論文集刊行会編『福井博士頌寿記念 東洋文化論集』早稲田大学出版部 1972
- 「日本文化と日本文化史」井川定慶博士喜寿記念会編『日本文化と浄土教論孜』井川博士喜寿記念会出版部 1974
- 「日本文化の特質・時代区分及び発展法則に関する仮説」『社会科学の方法』57 1974.3
- 「前期幕藩体制のイデオロギーと朱子学派の思想」石田一良・金谷治編『日本思想大系 第28巻 藤原惺喬・林羅山』岩波書店 1975.9
- 「林羅山の思想」同上
- 「カミとモリ」桜井勝之進編『神と杜』神と杜刊行会 1976
- 「建邦の神 上古日本人の世界像と政治理念」『社会科学の方法』82 1976.4
- 「織田信長とキリスト教「耶蘇会士日本通信」「耶蘇会年報」読後忘備論稿」『日本思想史研究』9 1982.3
- 「日本文明史の時代区分について」『文明』（東海大・文明研究所）22 1978.3
- 「日本文化の特徴とその展開」『「現代日本文化及び日本語」セミナー』東海大学）1979.2
- 「本居宣長と儒学」『季刊日本思想史』11 1979.7
- 「林羅山 室町時代における禅儒一致と藤原惺嵩・林羅山の思想」相良亨ほか編『江戸の思想家たち』研究出版社 1979.11
- 「上代日本人の世界観」『東海大市民教養講座』1979.12
- 「最澄晩年の思想とその歴史的意義」天台学会編『伝教大師研究別巻 宗教』早稲田大学出版部 1980.11
- 「日本上代の神観念」東北大学日本文化研究所編『神観念の比較文化論的研究』講談社 1981.2
- 「神道と自然科学 本居宣長における国学と医学」『民族宗教研究』2 1981.3
- 「神道と仏教・儒教 神道随想 (3)」『民族宗教研究』3 1981.7
- 「キリスト教と徳川幕府 造物主宰神の観念をめぐる神・儒・仏・基の交渉（日中欧の文化交渉）と幕藩体制の成立と崩壊」『文芸研究』100 1982.5
- 「本居宣長と自然科学 徳川時代における自然科学の種々相」『文明』（東海大学文明研究所）35 1982.6
- 「日本文化の国際性」『文芸研究』101 1982.9
- 「恵心教の宗教体験と恵心教美術の精神」『日本名僧論集』第4巻、吉川弘文館 1983
- 「文明史の展開と中国文明の影響 日中文明史の時代区分の比較文明論的研究へのノート」『文明研究』（東海大学文明研究会）1 1983.3
- 「日本文化の特徴 日本文化論序説」『創価大学比較文化研究』1 1983.12
- 「和光同塵の思想と「愚管抄」古代における仏教日本化の軌跡」『季刊日本思想史』22 1984.4
- 「日本思想史・文化史の時代区分と過渡期（変動期）について（変動期の文化と宗教）」上・下『日本文化研究所研究報告』22・23 1986.3, 1987.1
- 「「カミ」と日本文化」『神道宗教』126 1987.3
- 「林羅山と神道」『神道古典研究』11 1989.12
- 「カミと日本文化 水稲農業時代を貫く「文化意志」」『文化会議』289 1993.5
- 「禅の思想と文芸・美術」倉沢行洋編『叢書禅と日本文化2 禅と芸術』ぺりかん社 1997.2
- 「『古事記』の成立」『神道と日本文化』1 2003.9